# 9299 Vinceteri
9299 Vinceteri è un asteroide della fascia principale. Scoperto nel 1985, presenta un'orbita caratterizzata da un semiasse maggiore pari a 2,5395546 UA e da un'eccentricità di 0,1570483, inclinata di 4,86338° rispetto all'eclittica.